# Новоуптино
Новоуптино (баш. Яңы Опто) — деревня в Чишминском районе Башкортостана, относится к Новотроицкому сельсовету.

## Население
| 2002 | 2009 | 2010 |
| ---- | ---- | ---- |
| 38   | ↘32  | ↗33  |

Национальный состав
Согласно переписи 2002 года, преобладающие национальности — татары (42 %), башкиры (26 %).

## Географическое положение
Расстояние до:
- районного центра (Чишмы): 18 км,
- центра сельсовета (Новотроицкое): 5 км,
- ближайшей ж/д станции (Чишмы): 18 км.

## Известные уроженцы
В деревне родился Гайнетдин Шайхиевич Абдрахманов, Герой Социалистического Труда.